# Геологія Єгипту
Геологічна будова Єгипту.

## Загальний опис
Територія Єгипту розташована в пів.-сх. частині Африканської платформи, в межах якої виділяються Нубійсько-Аравійський щит, Лівійсько-Єгипетська плита, Півн.-Синайська складчаста зона (Сирійська дуга), Сх.-Середземноморський перикратонний прогин і рифтові западини Червоного моря, Суецької затоки і затоки Акаба. У будові Нубійсько-Аравійського щита беруть участь три комплекси:
- архейсько-нижньопротерозойський, сланцево-гнейсовий та амфіболітовий;
- нижньосередньорифейський зеленосланцевий вулканогенно-осадовий;
- пізньорифейсько-вендський вулканогенно-осадовий.

Нубійсько-Аравійський щит є основним рудоносним районом Єгипту, в якому зосереджені родов. руд заліза, міді, золота, олова, танталу і ніобію, вольфраму, молібдену тощо.
Лівійсько-Єгипетська плита характеризується гетерогенною блоковою будовою, в якій виділяються великі конседиментаційні структури типу синекліз, лінійних западин, валоподібних піднять і склепінь. Потужність платформного чохла 8000-10000 м.
З рифтовими западинами Червоного моря і Суецької затоки, які сформувалися в неоген-четвертинну добу і виконані потужною (понад 6000 м) евапоритовою товщею, пов'язані родов. руд марганцю, свинцю, цинку, стронцію, кам. солі, гіпсу та ін.